# French Open 1968
Wielkoszlemowy turniej tenisowy French Open w 1968 rozegrano w dniach 27 maja - 9 czerwca, na kortach im. Rolanda Garrosa w Paryżu.

## Zwycięzcy

### Gra pojedyncza mężczyzn
Ken Rosewall -  Rod Laver 6-3, 6-1, 2-6, 6-2

### Gra pojedyncza kobiet
Nancy Richey -  Ann Haydon-Jones 5-7, 6-4, 6-1

### Gra podwójna mężczyzn
Ken Rosewall /  Fred Stolle -  Roy Emerson /  Rod Laver 6-3, 6-4, 6-3

### Gra podwójna kobiet
Françoise Durr /  Ann Haydon-Jones -  Rosie Casals /  Billie Jean King 7-5, 4-6, 6-4

### Gra mieszana
Françoise Durr /  Jean-Claude Barclay -  Billie Jean King /  Owen Davidson 6-1, 6-4